# Jonah33
Jonah33 é uma banda americana cristã de hard rock formada em 2002.
Fundada pelo vocal Vince Lichlyter, que cresceu em Seattle, Washington. Mudou-se para Arkansas e montou a banda, chamando interesse da Ardent Records, gravando o álbum Jonah33 e The Strangest Day, que alcançou a posição 49 no Billboard de álbuns cristãos em 2006 na música. Depois foi para gravadora independente Ares Records, lançado seu último álbum, The Heart of War, em julho de 2007. Depois disso a banda encerrou suas atividades no final de 2009, anunciando no Myspace o fim da banda.

## Integrantes
- Vince Lichlyter – vocal e guitarra rítmica
- Jason Rooney – guitarra solo
- Joshua Dougan – bateria
- Cory Riley – baixo

## Discografia
Álbuns
- 2003: Jonah33 – Ardent Records
- 2005: The Strangest Day – Ardent Records
- 2007: The Heart of War – Ares Records

EP
- 2003: Jonah33 EP